# Niederhausbergen
Niederhausbergen est une commune française située dans la circonscription administrative du Bas-Rhin et, depuis le 1er janvier 2021, dans le territoire de la Collectivité européenne d'Alsace, en région Grand Est.
Cette commune se trouve dans la région historique et culturelle d'Alsace.

## Géographie
Niederhausbergen est une petite commune résidentielle de l'Eurométropole de Strasbourg, située à 6 km au nord-ouest de Strasbourg. Elle jouxte la colline de Hausbergen, qui représente les premiers contreforts des Vosges du nord avec la région du Kochersberg.
|                       | Mundolsheim      | Souffelweyersheim |
| Griesheim-sur-Souffel | Niederhausbergen | Hœnheim           |
| Mittelhausbergen      | Schiltigheim     | Bischheim         |

### Voies ferrés
Une petite partie du triage de Hausbergen est située sur le territoire de la commune.

### Hydrographie
La commune est dans le bassin versant du Rhin au sein du bassin Rhin-Meuse. Elle n'est drainée par aucun cours d'eau,.

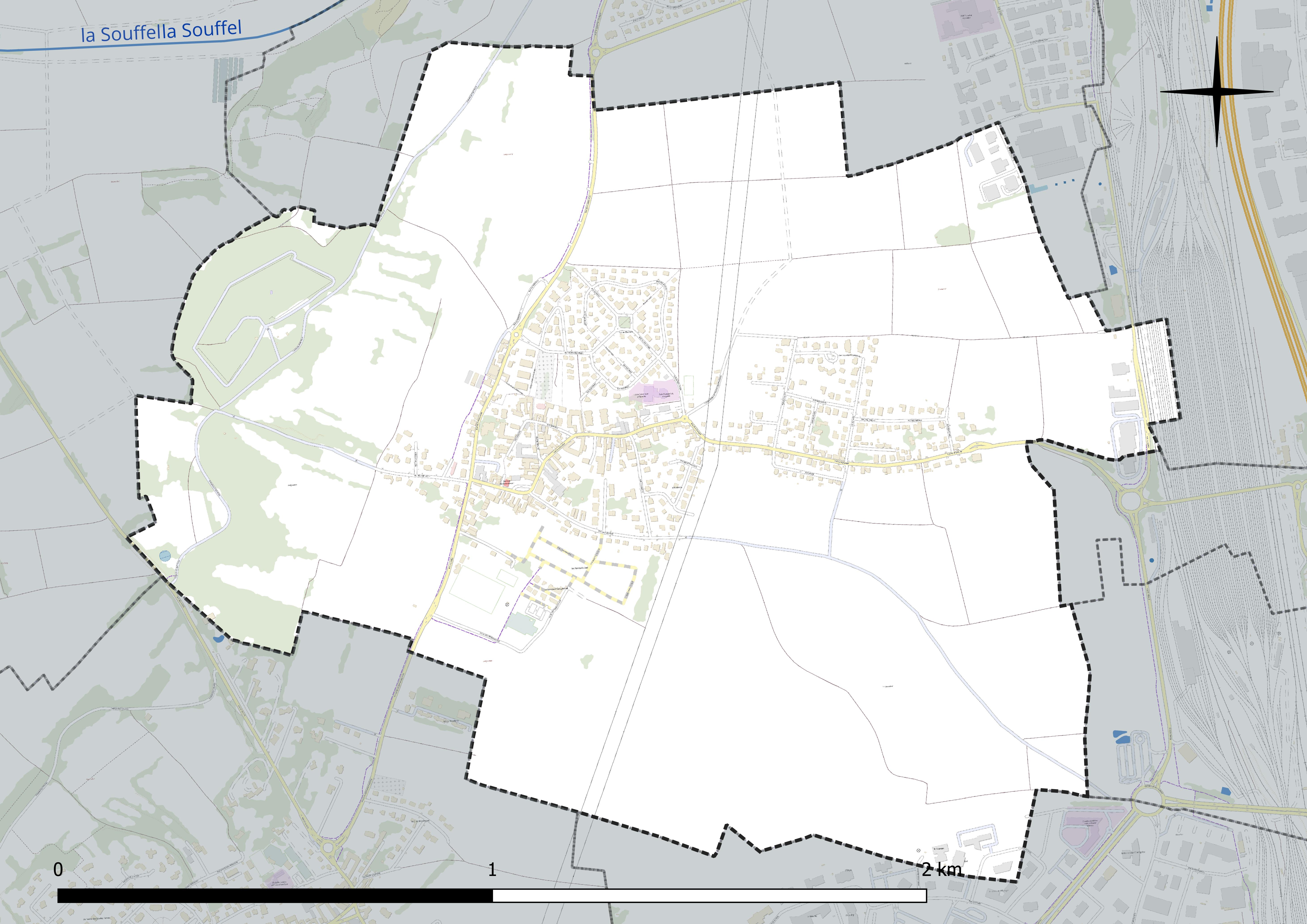
Réseau hydrographique de Niederhausbergen.

### Climat
Pour des articles plus généraux, voir Climat du Grand Est et Climat du Bas-Rhin.
En 2010, le climat de la commune est de type climat des marges montargnardes, selon une étude du Centre national de la recherche scientifique s'appuyant sur une série de données couvrant la période 1971-2000. En 2020, Météo-France publie une typologie des climats de la France métropolitaine dans laquelle la commune est exposée à un climat semi-continental et est dans la région climatique  Alsace, caractérisée par une pluviométrie faible, particulièrement en automne et en hiver, un été chaud et bien ensoleillé, une humidité de l’air basse au printemps et en été, des vents faibles et des brouillards fréquents en automne (25 à 30 jours). 
Pour la période 1971-2000, la température annuelle moyenne est de 10,5 °C, avec une amplitude thermique annuelle de 17,7 °C. Le cumul annuel moyen de précipitations est de 693 mm, avec 9,1 jours de précipitations en janvier et 10,1 jours en juillet. Pour la période 1991-2020, la température moyenne annuelle observée sur la station météorologique de Météo-France la plus proche, « Strasbourg-Entzheim », sur la commune d'Entzheim à 11 km à vol d'oiseau, est de 11,4 °C et le cumul annuel moyen de précipitations est de 635,7 mm. 
La température maximale relevée sur cette station est de 38,9 °C, atteinte le 25 juillet 2019 ; la température minimale est de −23,6 °C, atteinte le 23 janvier 1942,,. 
Les paramètres climatiques de la commune ont été estimés pour le milieu du siècle (2041-2070) selon différents scénarios d'émission de gaz à effet de serre à partir des nouvelles projections climatiques de référence DRIAS-2020. Ils sont consultables sur un site dédié publié par Météo-France en novembre 2022.

## Urbanisme

### Typologie
Au 1er janvier 2024, Niederhausbergen est catégorisée ceinture urbaine, selon la nouvelle grille communale de densité à sept niveaux définie par l'Insee en 2022.
Elle appartient à l'unité urbaine de Strasbourg (partie française), une agglomération internationale regroupant 23  communes, dont elle est une commune de la banlieue,,. Par ailleurs la commune fait partie de l'aire d'attraction de Strasbourg (partie française), dont elle est une commune de la couronne,. Cette aire, qui regroupe 268 communes, est catégorisée dans les aires de 700 000 habitants ou plus (hors Paris),.

### Occupation des sols
L'occupation des sols de la commune, telle qu'elle ressort de la base de données européenne d’occupation biophysique des sols Corine Land Cover (CLC), est marquée par l'importance des territoires agricoles (78,1 % en 2018), en diminution par rapport à 1990 (82,7 %). La répartition détaillée en 2018 est la suivante : terres arables (61,1 %), zones urbanisées (18,7 %), zones agricoles hétérogènes (16,9 %), zones industrielles ou commerciales et réseaux de communication (3,3 %). L'évolution de l’occupation des sols de la commune et de ses infrastructures peut être observée sur les différentes représentations cartographiques du territoire : la carte de Cassini (XVIIIe siècle), la carte d'état-major (1820-1866) et les cartes ou photos aériennes de l'IGN pour la période actuelle (1950 à aujourd'hui).

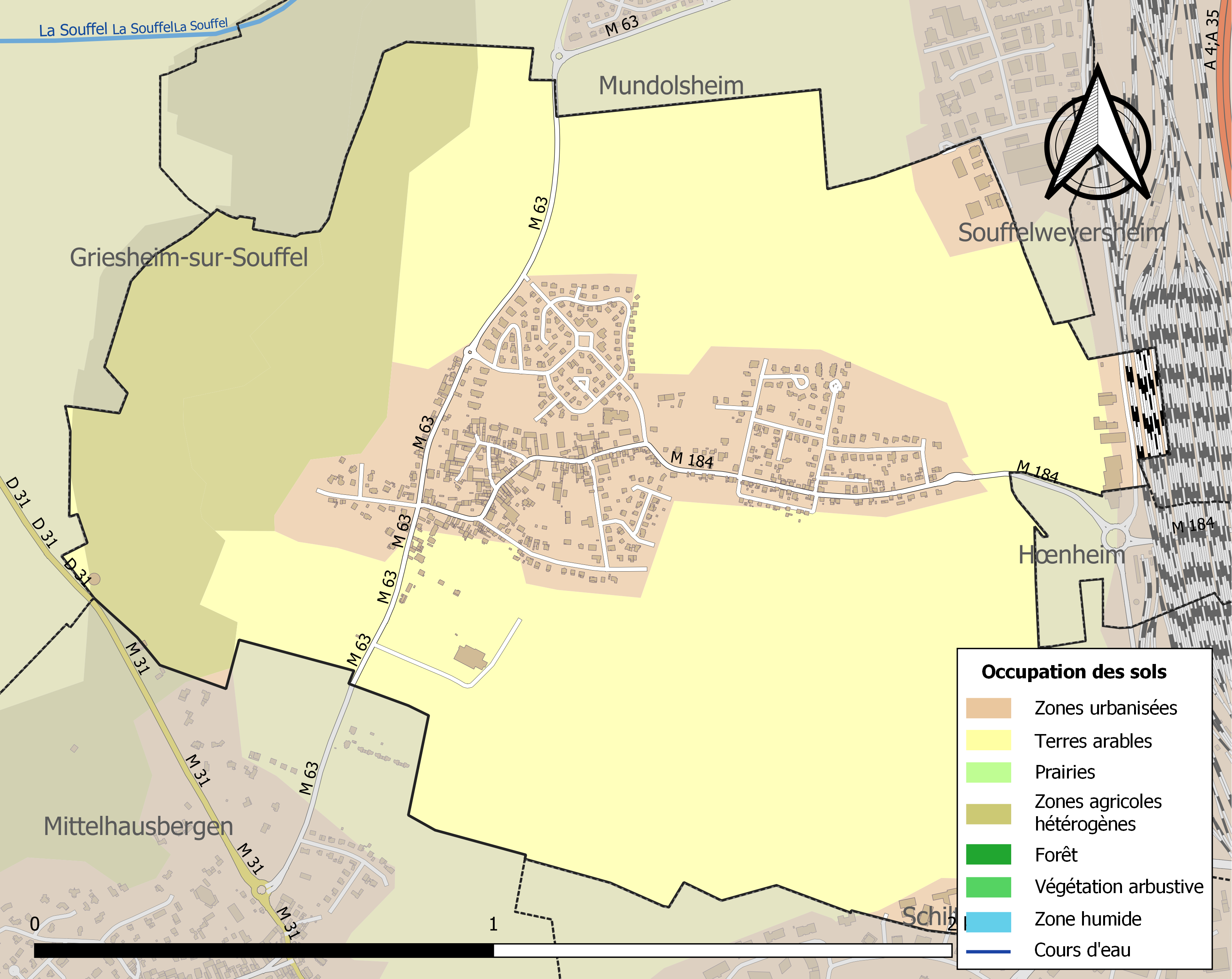
Carte des infrastructures et de l'occupation des sols de la commune en 2018 (CLC).

## Histoire
Si les origines du village de Niederhausbergen semblent se perdre dans le temps, celui-ci aurait été évoqué pour la première fois en 925 à l’occasion d’une donation de l’évêque Richwin de Strasbourg à la Fondation Saint Thomas.

## Politique et administration
| Période                                  | Période                   | Identité                                        | Étiquette | Qualité |
| ---------------------------------------- | ------------------------- | ----------------------------------------------- | --------- | ------- |
| avant 1988                               | juin 1995                 | Jean Meyer                                      |           |         |
| juin 1995                                | mars 2008                 | Dominique Stephan                               |           |         |
| mars 2008                                | En cours (au 31 mai 2020) | Jean-Luc Herzog, Réélu pour le mandat 2020-2026 |           |         |
| Les données manquantes sont à compléter. |                           |                                                 |           |         |

## Population et société

### Démographie
Les habitants de Niederhausbergen s'appellent les Infradomimontains. Ce nom étrange se traduit par la latinisation du nom germanique du village :
- « nieder » signifie « en bas » d'où le terme « infra » ;
- « haus » signifie « maison » d'où le terme « domi » ;
- « bergen » signifie « colline » d'où le terme « montain ».

On retrouvera ce type de nomination dans de nombreuses communes alsaciennes.

L'évolution du nombre d'habitants est connue à travers les recensements de la population effectués dans la commune depuis 1793. Pour les communes de moins de 10 000 habitants, une enquête de recensement portant sur toute la population est réalisée tous les cinq ans, les populations de référence des années intermédiaires étant quant à elles estimées par interpolation ou extrapolation. Pour la commune, le premier recensement exhaustif entrant dans le cadre du nouveau dispositif a été réalisé en 2008.

En 2022, la commune comptait 1 697 habitants, en évolution de +11,5 % par rapport à 2016 (Bas-Rhin : +3,17 %, France hors Mayotte : +2,11 %).
| 1793 | 1800 | 1806 | 1821 | 1831 | 1836 | 1841 | 1846 | 1851 |
| ---- | ---- | ---- | ---- | ---- | ---- | ---- | ---- | ---- |
| 260  | 282  | 294  | 414  | 353  | 393  | 333  | 333  | 347  |

| 1856 | 1861 | 1866 | 1871 | 1875 | 1880 | 1885 | 1890 | 1895 |
| ---- | ---- | ---- | ---- | ---- | ---- | ---- | ---- | ---- |
| 307  | 311  | 319  | 329  | 392  | 385  | 383  | 604  | 643  |

| 1900 | 1905 | 1910 | 1921 | 1926 | 1931 | 1936 | 1946 | 1954 |
| ---- | ---- | ---- | ---- | ---- | ---- | ---- | ---- | ---- |
| 656  | 643  | 584  | 446  | 464  | 473  | 530  | 561  | 522  |

| 1962 | 1968 | 1975 | 1982 | 1990  | 1999  | 2006  | 2008  | 2013  |
| ---- | ---- | ---- | ---- | ----- | ----- | ----- | ----- | ----- |
| 537  | 666  | 753  | 790  | 1 212 | 1 380 | 1 352 | 1 344 | 1 394 |

| 2018  | 2022  | - | - | - | - | - | - | - |
| ----- | ----- | - | - | - | - | - | - | - |
| 1 657 | 1 697 | - | - | - | - | - | - | - |

## Culture locale et patrimoine

### Lieux et monuments
- Centre d'étude de primatologie de l'université de Strasbourg (anciennement université Louis-Pasteur).
  - Le centre de primatologie de l'ULP.
- Le fort Foch de Niederhausbergen fait partie de la ceinture des forts encerclant la ville de Strasbourg, construits entre 1871 et 1914 par l'Allemagne pour défendre ses conquêtes. Restauration après 1918 dans le cadre de la création de la ligne Maginot. Dans la chapelle Saint-Savas du fort, on peut y admirer un surprenant cycle de peintures réalisées par des prisonniers durant la Seconde Guerre mondiale[22]. On retrouve des peintures comparables dans le camp des Milles sur la commune d'Aix-en-Provence (Bouches-du-Rhône).

### Héraldique
| Blason de Niederhausbergen | Blason  | D'azur à l'arbre arraché d'or, accompagné de trois merlettes d'argent. |
| Blason de Niederhausbergen | Détails |                                                                        |